# Anaderma rancureli
Anaderma rancureli är en svampdjursart som beskrevs av Claude Lévi 1983. Anaderma rancureli ingår i släktet Anaderma och familjen Pleromidae.
Artens utbredningsområde är havet kring Nya Kaledonien. Inga underarter finns listade i Catalogue of Life.